# Liceo Hidalgo
El Liceo Hidalgo fue una importante asociación literaria mexicana del siglo XIX, la más representativa del segundo romanticismo. Se fundó en 1849 y sesionó hasta 1893, cuando desapareció debido a las circunstancias políticas.

## Origen
En vísperas de la Guerra de Reforma, en julio de 1850, se fundó el Liceo Hidalgo, agrupación cuyo principal impulsor fue Francisco Zarco. En 1856 se disolvió la conocida Academia de Letrán y los escritores que se congregaban en aquella pasaron a este grupo literario que sesionaba los domingos y días festivos. Otro grupo de escritores, en su mayoría más jóvenes, se congregaron en el Liceo Mexicano.

## Difusión
Se valieron como órgano publicitario de la revista La Ilustración Mexicana, editada por Cumplido, que se publicó de 1851 a 1855. Tuvieron como corresponsal en Zacatecas a Pedro Bejarano.
Las actividades concluyeron al iniciar las guerras de Reforma, pero este grupo y su actividad inspiraron más tarde las "veladas literarias" iniciadas y dirigidas por Altamirano.

## Miembros
- Ignacio Manuel Altamirano
- Manuel María Flores
- Francisco Zarco
- José Tomás de Cuéllar
- Francisco González Bocanegra
- Fernando Orozco y Berra
- José María Tornel
- Francisco Granados Maldonado
- Concepción Piña
- Laureana Wright de Kleinhans
- Marcos Arróniz
- Emilio Rey